# Culpables (singolo)
Culpables è un singolo della cantante colombiana Karol G e del rapper portoricano Anuel AA, pubblicato il 14 settembre 2018.

## Tracce
1. Culpables – 3:46